# Takanori Jinnai
Takanori Jinnai (jap. 陣内 孝則 Jinnai Takanori; ur. 12 sierpnia 1958 w Ōkawa, prefektura Fukuoka) – japoński aktor, piosenkarz i reżyser filmowy. W latach 1977–1991 był członkiem zespołu The Rockers.

## Filmografia

### TV Drama
- Rice Curry (Fuji TV, 1986)
- Dokuganryū Masamune (NHK, 1987)
- Kimi no hitomi o taihosuru! (Fuji TV, 1988)
- Seishun kazoku (NHK, 1989)
- Dō-kyū-sei (Fuji TV, 1989)
- Aishiatteru Kai (Fuji TV, 1989)
- Koi no Paradise (Fuji TV, 1990)
- Taiheiki (NHK, 1991)
- Namiki-ie no Hitobito (Fuji TV, 1993)
- Yellow Card (TBS, 1993)
- Deatta koro no kimi de ite (NTV, 1994)
- Onichan no Sentaku (TBS, 1994)
- Hitori ni shinaide (Fuji TV, 1995)
- Help (Fuji TV, 1995)
- Shouri no megami (Fuji TV, 1996)
- Sutouka Sasou Onna (TBS, 1997)
- Mori Motonari (NHK, 1997)
- Nemureru Mori (Fuji TV, 1998)
- Shomuni (Fuji TV, 1998)
- Makasete Darling (TBS, 1998)
- Konya wa eigyouchu (Fuji TV, 1999)
- Tengoku ni Ichiban Chikai Otoko (TBS, 1999)
- Yonimo Kimyona Monogatari Yo, Suzuki! (Fuji TV, 2000)
- Ai o kudasai (Fuji TV, 2000)
- Limit: Moshimo wagako ga (YTV, 2000)
- Virtual Girl (NTV, 2000)
- Heart (NHK, 2001)
- Tengoku ni ichiban chikai otoko 2 (TBS, 2001)
- Kabachitare (Fuji TV, 2001)
- Onmyoji Abe no Seimei (Fuji TV, 2002)
- Tantei Kazoku (NTV, 2002)
- Hito ni yasashiku (Fuji TV, 2002)
- Fujiko Hemingu no Kiseki (2003)
- Kikujiro to Saki (TV Asahi, 2003)
- Egao no hosoku (TBS, 2003)
- I'm Home (NHK, 2004)
- Dream (NHK, 2004)
- Denchi ga Kireru Made (TV Asahi, 2004)
- Rikon Bengoshi (Fuji TV, 2004)
- Be-Bop High School (TBS, 2004)
- Tokugawa Tsunayoshi – Inu to Yobareta Otoko (Fuji TV, 2004)
- Minna Mukashi wa Kodomo Datta (KTV, 2005)
- Fukigen na Gene (Fuji TV, 2005, odc. 8-11)
- Last Present (Fuji TV, 2005)
- Kikujiro to Saki 2 (TV Asahi, 2005)
- Akai Giwaku (TBS, 2005)
- Be-Bop High School 2 (TBS, 2005)
- 1 Litre no Namida (Fuji TV, 2005)
- Satomi Hakkenden (TBS, 2006)
- The Hit Parade (Fuji TV, 2006)
- Kamisama Kara Hitokoto (WOWOW, 2006)
- Hyoten 2006 (TV Asahi, 2006)
- Teppan Shoujo Akane!! (TBS, 2006)
- Tantei Gakuen Q (NTV, 2006)
- Kikujiro to Saki 3 as Kitano Kikujiro (TV Asahi, 2007)
- Shoni Kyumei (TV Asahi, 2008)
- Tomorrow (TBS, 2008)
- Torishimarare Yaku Shinnyu Shain (TBS, 2008)
- Koshonin (TV Asahi, 2008)
- Arifureta Kiseki (Fuji TV, 2009)
- Niini no koto wo wasurenaide (NTV, 2009)
- Koshonin 2 (TV Asahi, 2009)
- Ninkyo Helper (Fuji TV, 2009, odc. 10-11)
- Gakeppuchi no Eri (TV Asahi, 2010)
- Tetsu no Hone (NHK, 2010)
- Control ~ Hanzai Shinri Sousa (Fuji TV, 2011, ep10-11)
- Saijo no Meii (TV Tokyo, 2011)
- Meitantei Conan: Kudō Shin’ichi e no chōsenjō (YTV, 2011)
- Piece Vote (NTV, 2011)
- Boys on the Run (TV Asahi, 2012)
- Mikeneko Holmes no Suiri (NTV, 2012, odc. 10-11)
- Suitei Yuuzai (WOWOW, 2012)
- Nekoben to Toumei Ningen (TBS, 2013)

### Filmy telewizyjne
- 2006: Kudō Shin’ichi e no chōsenjō: Sayonara made no prologue jako Kogorō Mōri
- 2007: „1 Litre no Namida” Tokubetsuhen tsuioku jako Mizuo Ikeuchi
- 2007: Kudō Shin’ichi no fukkatsu! Kuro no soshiki to no confrontation jako Kogorō Mōri
- 2011: Kudō Shin’ichi e no chōsenjō: Kaitori densetsu no nazo jako Kogorō Mōri
- 2012: Kudō Shin’ichi Kyōto Shinsengumi satsujin jiken jako Kogorō Mōri

## Nagrody
- 1987 – Nagroda Błękitnej Wstęgi: nagroda dla najlepszego aktora (Chōchin)[1]
- 1987 – Hochi Film Award: nagroda dla najlepszego aktora[2]
- 2015 – Best Formalist[3]